# 列島縦断 鉄道乗りつくしの旅〜JR20000km全線走破〜
「列島縦断 鉄道乗りつくしの旅〜JR20000km全線走破〜」（れっとうじゅうだん てつどうのりつくしのたび）は、NHKBShiで2004年に放送された15周年企画「列島縦断 鉄道12000キロの旅 〜最長片道切符でゆく42日〜」の続編として、BShiで2005年に放送されたテレビ番組である。今回は「春編」と「秋編」の2部構成となっている。

## 番組概要
旅人は今回も引き続き俳優の関口知宏。前回同様、JR線を走破していく関口の様子や途中の駅の様子などを送る。
制作はNHKと「えふぶんの壱」。

### 番組本編
日曜日を除く期間中、毎朝15分間の番組をBShiで駅から生中継し、合わせて前日までの行程のビデオも放送されている。この様子は同日夜にBS2で再放送されている。また、海外向けのNHKワールドでも放送された。
今回は「春編」「秋編」の2部に分けられている。「春編」では2005年3月21日に鹿児島県・枕崎駅を出発し4月30日に福井県・九頭竜湖駅に到着した。又「秋編」は同年9月26日に再び「春編」の終着駅・九頭竜湖駅から出発し11月3日に北海道・根室駅に到着した（BSハイビジョンでは根室駅到着の瞬間が生中継で放送された）。
ただし、「春編」の放送については、編成上の理由により放送延期が生じている（後述）。
関口は前回の旅で最長片道切符を用い、既にJR線のうち12000Km近くを走破しているので、今回は残り約8000Kmを乗車すれば足りることになるが、未走破部分には盲腸線や最長片道切符の「一筆書きで、同じ駅を二度通らず、より長い距離を旅する」というルール上1駅 - 数駅のみ乗り残した区間が多いため、今回の旅の総乗車距離は約15000Kmに及んだ。JR全線を効率よく乗りつくすため、私鉄・第三セクターの鉄道路線、バス、船、タクシーなども利用し旅を行った。
この旅の中で、稚内駅を除く全ての終着駅を巡ったが、その時に「駅名看板で証拠写真を撮り、さらに駅のスタンプを押す」が関口オリジナルルールとされた（スタンプに関しては、無人駅もあったため、全駅で押したわけではない）。

### 特番・ダイジェスト
本放送のほか、いくつかの特番及びダイジェストが放送されている。

#### 春編
放送開始前日の2005年3月20日には「関口知宏・JR全線走破へ出発進行!」として事前特番が生放送され、始点の枕崎駅からの生中継も行われた。又毎週土曜深夜（時間上は日曜未明）に総合テレビにてウィークリーダイジェストが放映された。さらに、春編終了後には「NHK春のふれあい広場 渋谷DEど〜も'05」のイベントのひとつとしてNHK放送センターで収録された「関口知宏・春編を振り返る」も録画放映された。
いずれもJR福知山線脱線事故の影響により当初の放送予定からの中止・延期が生じている（後述）。

#### 秋編
放送開始3日前の9月23日には「関口知宏・JR全線走破へ出発進行!」として事前特番を放送した。また秋編終了後の11月3日には、「関口知宏・ついにJR全線走破達成!」としてこれまでの旅を振り返った。関口も根室駅から東京・渋谷のNHK放送センターへ移動し、生放送に出演した。

### JR福知山線脱線事故に伴う延期
4月25日に発生したJR福知山線脱線事故の遺族及び負傷者の心情を考慮し、事故翌日以降のBShiの生中継及びBS2の再放送を中止。その後5月9日から録画放送にて再開することとした。これに伴い総合テレビのウィークリーダイジェストも4月30日、5月7日（5月1日、5月8日未明）放送予定分がそれぞれ5月14日、5月21日（5月15日、5月22日未明）に延期された。また、NHK放送センターより5月5日にBShiで生放送予定だった「関口知宏・春編を振り返る」も放送を中止し、5月14日に録画で放映された。   
| 放送休止に伴う延期                                                     | 放送休止に伴う延期                                   | 放送休止に伴う延期                               | 放送休止に伴う延期                                 | 放送休止に伴う延期                 |
| ---------------------------------------------------------------------- | ---------------------------------------------------- | ------------------------------------------------ | -------------------------------------------------- | ---------------------------------- |
| 5月9日（月） BShi 4/26分 大前 BS2 4/25分 日光                          | 5月10日（火） BShi 4/27分 横川 BS2 4/26分 大前       | 5月11日（水） BShi 4/28分 奥多摩 BS2 4/27分 横川 | 5月12日（木） BShi 4/29分 新所原 BS2 4/28分 奥多摩 | 5月13日（金） BShi 4/30分 九頭竜湖 |
| 5月16日（月） BS2 4/29分 新所原                                        | 5月17日（火） BS2 4/30分 九頭竜湖                    |                                                  |                                                    |                                    |
| \| 放送時刻 \| BShi：7:45 - 8:00（録画） BS2：19:45 - 20:00（録画） \| |                                                      |                                                  |                                                    |                                    |
| 放送時刻                                                               | BShi：7:45 - 8:00（録画） BS2：19:45 - 20:00（録画） |                                                  |                                                    |                                    |

BS2で4月29日に放送予定だった新所原駅の放送は5月16日に加えて5月13日（金）の18:30 - 18:45に、4月30日に放送予定だった九頭竜湖駅の放送は5月17日に加えて5月15日（日）の7:40 - 7:55にもそれぞれ放送された（BS2では5月15日放送の「春編を振り返る」に対応したものとみられる）。
なお、放送休止の期間中はBShi、BS2ともに通常編成の定時番組を放送した。BShiでは「さわやか自然百景」、「名曲アルバム」など。BS2では「BS大すき」、「BSシネマの贈りもの」など番組案内を中心に放送した。

### テーマ曲など
- テーマソング：「空のコトバ」 福島邦子

春編：シングルヴァージョン
秋編：アルバムヴァージョン
- 挿入歌：「ひとやすみの丘」 福島邦子 春編・秋編
- 挿入歌ではないが、春編では「空のコトバ（ハンドベルヴァージョン）」、秋編では「旅のうた」・「勇者タミトの冒険（スタジオ・ライヴ）」・「結（ゆい）（スタジオ・ライヴ）」・「夢をつなぐ時」・「銀の月」・「箸蔵山」・「START」・「水の旅人」が使われていた。

## 中継駅
所在地の括弧内斜字は放送当時の（合併前）市町村名。

### 春編
| 月/日 | 駅名（読み）                             | 所在地                             | 乗車路線 |
| ----- | ---------------------------------------- | ---------------------------------- | --- |
| 3/21  | 枕崎駅（まくらざきえき）                 | 鹿児島県枕崎市                     | 指宿枕崎線、鹿児島本線、九州新幹線、日豊本線、日南線、宮崎空港線                                                         |
| 3/22  | 宮崎空港駅（みやざきくうこうえき）       | 宮崎県宮崎市                       | 指宿枕崎線、鹿児島本線、九州新幹線、日豊本線、日南線、宮崎空港線                                                         |
| 3/22  | 宮崎空港駅（みやざきくうこうえき）       | 宮崎県宮崎市                       | 宮崎空港線、日南線 |
| 3/23  | 志布志駅（しぶしえき）                   | 鹿児島県志布志市（曽於郡志布志町） | |
| 3/23  | 志布志駅（しぶしえき）                   | 鹿児島県志布志市（曽於郡志布志町） | 日豊本線、肥薩線 |
| 3/24  | 大畑駅（おこばえき）                     | 熊本県人吉市                       | |
| 3/24  | 大畑駅（おこばえき）                     | 熊本県人吉市                       | 肥薩線、鹿児島本線、三角線、長崎本線                                                                                     |
| 3/25  | 長崎駅（ながさきえき）                   | 長崎県長崎市                       | |
| 3/25  | 長崎駅（ながさきえき）                   | 長崎県長崎市                       | 長崎本線、大村線、佐世保線、筑肥線、唐津線、鹿児島本線、博多南線                                                         |
| 3/26  | 博多駅（はかたえき）                     | 福岡県福岡市博多区                 | |
| 3/26  | 博多駅（はかたえき）                     | 福岡県福岡市博多区                 | 鹿児島本線、豊肥本線、久大本線                                                                                           |
| 3/28  | 日田駅（ひたえき）                       | 大分県日田市                       | |
| 3/28  | 日田駅（ひたえき）                       | 大分県日田市                       | 久大本線、日田彦山線、日豊本線、鹿児島本線、筑豊本線                                                                     |
| 3/29  | 若松駅（わかまつえき）                   | 福岡県北九州市若松区               | |
| 3/29  | 若松駅（わかまつえき）                   | 福岡県北九州市若松区               | 鹿児島本線、筑豊本線、篠栗線、香椎線、筑肥線                                                                             |
| 3/30  | 虹ノ松原駅（にじのまつばらえき）         | 佐賀県唐津市                       | |
| 3/30  | 虹ノ松原駅（にじのまつばらえき）         | 佐賀県唐津市                       | 筑肥線、山陽新幹線、宇部線、山陽本線、小野田線                                                                           |
| 3/31  | 長門本山駅（ながともとやまえき）         | 山口県山陽小野田市                 | |
| 3/31  | 長門本山駅（ながともとやまえき）         | 山口県山陽小野田市                 | 小野田線、山陽本線、山陰本線                                                                                             |
| 4/1   | 折居駅（おりいえき）                     | 島根県浜田市                       | |
| 4/1   | 折居駅（おりいえき）                     | 島根県浜田市                       | 山陰本線、木次線 |
| 4/2   | 亀嵩駅（かめだけえき）                   | 島根県仁多郡奥出雲町               | |
| 4/2   | 亀嵩駅（かめだけえき）                   | 島根県仁多郡奥出雲町               | 木次線、芸備線、福塩線、山陽本線、伯備線、山陰本線、境線                                                                 |
| 4/4   | 境港駅（さかいみなとえき）               | 鳥取県境港市                       | |
| 4/4   | 境港駅（さかいみなとえき）               | 鳥取県境港市                       | 境線、山陰本線、因美線、姫新線、津山線、吉備線、伯備線、山陽本線、赤穂線                                                 |
| 4/5   | 播州赤穂駅（ばんしゅうあこうえき）       | 兵庫県赤穂市                       | |
| 4/5   | 播州赤穂駅（ばんしゅうあこうえき）       | 兵庫県赤穂市                       | 赤穂線、山陽新幹線、山陽本線、播但線、山陰本線、福知山線                                                                 |
| 4/6   | 日本へそ公園駅（にほんへそこうえんえき） | 兵庫県西脇市                       | |
| 4/6   | 日本へそ公園駅（にほんへそこうえんえき） | 兵庫県西脇市                       | 加古川線、山陽本線、山陽新幹線、宮島航路、岩徳線、呉線                                                                   |
| 4/7   | 新広駅（しんひろえき）                   | 広島県呉市                         | |
| 4/7   | 新広駅（しんひろえき）                   | 広島県呉市                         | 呉線、山陽本線、可部線                                                                                                   |
| 4/8   | 可部駅（かべえき）                       | 広島県広島市安佐北区               | |
| 4/8   | 可部駅（かべえき）                       | 広島県広島市安佐北区               | 可部線、予讃線、内子線                                                                                                   |
| 4/9   | 宇和島駅（うわじまえき）                 | 愛媛県宇和島市                     | |
| 4/9   | 宇和島駅（うわじまえき）                 | 愛媛県宇和島市                     | 予讃線、予土線、土讃線、牟岐線                                                                                           |
| 4/11  | 由岐駅（ゆきえき）                       | 徳島県海部郡美波町（海部郡由岐町） | |
| 4/11  | 由岐駅（ゆきえき）                       | 徳島県海部郡美波町（海部郡由岐町） | 牟岐線、高徳線、徳島線、土讃線                                                                                           |
| 4/12  | 琴平駅（ことひらえき）                   | 香川県仲多度郡琴平町               | |
| 4/12  | 琴平駅（ことひらえき）                   | 香川県仲多度郡琴平町               | 土讃線、予讃線、本四備讃線、宇野線、高徳線、鳴門線                                                                       |
| 4/13  | 和歌山市駅（わかやましえき）             | 和歌山県和歌山市                   | |
| 4/13  | 和歌山市駅（わかやましえき）             | 和歌山県和歌山市                   | 紀勢本線、阪和線、関西空港線、大阪環状線、関西本線、桜島線、東海道本線、山陽本線                                         |
| 4/14  | 和田岬駅（わだみさきえき）               | 兵庫県神戸市兵庫区                 | |
| 4/14  | 和田岬駅（わだみさきえき）               | 兵庫県神戸市兵庫区                 | 山陽本線、東海道本線、JR東西線、大阪環状線、関西本線、和歌山線、桜井線、奈良線、東海道新幹線、高山本線、太多線、中央本線 |
| 4/15  | 美濃赤坂駅（みのあかさかえき）           | 岐阜県大垣市                       | |
| 4/15  | 美濃赤坂駅（みのあかさかえき）           | 岐阜県大垣市                       | 東海道本線、草津線、関西本線、紀勢本線、名松線                                                                           |
| 4/16  | 伊勢奥津駅（いせおきつえき）             | 三重県津市（一志郡美杉村）         | |
| 4/16  | 伊勢奥津駅（いせおきつえき）             | 三重県津市（一志郡美杉村）         | 名松線、紀勢本線、参宮線、武豊線                                                                                         |
| 4/18  | 亀崎駅（かめざきえき）                   | 愛知県半田市                       | |
| 4/18  | 亀崎駅（かめざきえき）                   | 愛知県半田市                       | 武豊線、東海道本線、東海道新幹線、山手線、東北本線、南武線、鶴見線                                                       |
| 4/19  | 海芝浦駅（うみしばうらえき）             | 神奈川県横浜市鶴見区               | |
| 4/19  | 海芝浦駅（うみしばうらえき）             | 神奈川県横浜市鶴見区               | 鶴見線、東海道本線、横浜線、横須賀線、内房線、久留里線                                                                   |
| 4/20  | 馬来田駅（まくたえき）                   | 千葉県木更津市                     | |
| 4/20  | 馬来田駅（まくたえき）                   | 千葉県木更津市                     | 久留里線、外房線、京葉線、武蔵野線                                                                                       |
| 4/21  | 船橋法典駅（ふなばしほうてんえき）       | 千葉県船橋市                       | |
| 4/21  | 船橋法典駅（ふなばしほうてんえき）       | 千葉県船橋市                       | 武蔵野線、京葉線、常磐線、東北本線、東北新幹線、水戸線、総武本線                                                         |
| 4/22  | 両国駅（りょうごくえき）                 | 東京都墨田区                       | |
| 4/22  | 両国駅（りょうごくえき）                 | 東京都墨田区                       | 総武本線、東北本線、常磐線、成田線、鹿島線                                                                               |
| 4/23  | 鹿島神宮駅（かしまじんぐうえき）         | 茨城県鹿嶋市                       | |
| 4/23  | 鹿島神宮駅（かしまじんぐうえき）         | 茨城県鹿嶋市                       | 鹿島線、水郡線、常磐線、東北新幹線、日光線                                                                               |
| 4/25  | 日光駅（にっこうえき）                   | 栃木県日光市                       | |
| 4/25  | 日光駅（にっこうえき）                   | 栃木県日光市                       | 日光線、東北本線、烏山線、東北新幹線、上越新幹線、上越線、吾妻線                                                         |
| 4/26  | 大前駅（おおまええき）                   | 群馬県吾妻郡嬬恋村                 | |
| 4/26  | 大前駅（おおまええき）                   | 群馬県吾妻郡嬬恋村                 | 吾妻線、上越線、高崎線、信越本線                                                                                         |
| 4/27  | 横川駅（よこかわえき）                   | 群馬県安中市（碓氷郡松井田町）     | |
| 4/27  | 横川駅（よこかわえき）                   | 群馬県安中市（碓氷郡松井田町）     | 信越本線、上越新幹線、上越線、高崎線、川越線、八高線、五日市線、青梅線                                                   |
| 4/28  | 奥多摩駅（おくたまえき）                 | 東京都西多摩郡奥多摩町             | |
| 4/28  | 奥多摩駅（おくたまえき）                 | 東京都西多摩郡奥多摩町             | 青梅線、八高線、中央本線、武蔵野線、南武線、横浜線、相模線、東海道本線、伊東線                                           |
| 4/29  | 新所原駅（しんじょはらえき）             | 静岡県湖西市                       | |
| 4/29  | 新所原駅（しんじょはらえき）             | 静岡県湖西市                       | 東海道本線、東海道新幹線、北陸本線、越美北線                                                                             |
| 4/30  | 九頭竜湖駅（くずりゅうこえき）           | 福井県大野市（大野郡和泉村）       | |

### 秋編
| 月/日 | 駅名（読み）                     | 所在地                             | 乗車路線 |
| ----- | -------------------------------- | ---------------------------------- | --- |
| 9/26  | 九頭竜湖駅（くずりゅうこえき）   | 福井県大野市（大野郡和泉村）       | |
| 9/26  | 九頭竜湖駅（くずりゅうこえき）   | 福井県大野市（大野郡和泉村）       | 越美北線、北陸本線、七尾線                                                                                                |
| 9/27  | 和倉温泉駅（わくらおんせんえき） | 石川県七尾市                       | |
| 9/27  | 和倉温泉駅（わくらおんせんえき） | 石川県七尾市                       | 七尾線、氷見線、城端線 |
| 9/28  | 城端駅（じょうはなえき）         | 富山県南砺市                       | |
| 9/28  | 城端駅（じょうはなえき）         | 富山県南砺市                       | 城端線、北陸本線、富山港線、大糸線                                                                                        |
| 9/29  | 海ノ口駅（うみのくちえき）       | 長野県大町市                       | |
| 9/29  | 海ノ口駅（うみのくちえき）       | 長野県大町市                       | 大糸線、篠ノ井線、中央本線、小海線                                                                                        |
| 9/30  | 野辺山駅（のべやまえき）         | 長野県南佐久郡南牧村               | |
| 9/30  | 野辺山駅（のべやまえき）         | 長野県南佐久郡南牧村               | 小海線、信越本線、羽越本線                                                                                                |
| 10/1  | 新発田駅（しばたえき）           | 新潟県新発田市                     | |
| 10/1  | 新発田駅（しばたえき）           | 新潟県新発田市                     | 白新線、信越本線、磐越西線、只見線                                                                                        |
| 10/3  | 会津坂下駅（あいづばんげえき）   | 福島県河沼郡会津坂下町             | |
| 10/3  | 会津坂下駅（あいづばんげえき）   | 福島県河沼郡会津坂下町             | 只見線 |
| 10/4  | 小出駅（こいでえき）             | 新潟県魚沼市                       | |
| 10/4  | 小出駅（こいでえき）             | 新潟県魚沼市                       | 上越線、信越本線、上越新幹線、弥彦線、越後線、白新線、羽越本線                                                            |
| 10/5  | 坂町駅（さかまちえき）           | 新潟県村上市（岩船郡荒川町）       | |
| 10/5  | 坂町駅（さかまちえき）           | 新潟県村上市（岩船郡荒川町）       | 米坂線（小国→羽前椿間は線路工事の為、代行バスでの移動）、奥羽本線（山形新幹線）、東北新幹線、東北本線、奥羽本線（山形線） |
| 10/6  | 峠駅（とうげえき）               | 山形県米沢市                       | |
| 10/6  | 峠駅（とうげえき）               | 山形県米沢市                       | 奥羽本線（山形線）、左沢線、仙山線                                                                                        |
| 10/7  | 山寺駅（やまでらえき）           | 山形県山形市                       | |
| 10/7  | 山寺駅（やまでらえき）           | 山形県山形市                       | 仙山線、東北本線、石巻線                                                                                                  |
| 10/8  | 女川駅（おながわえき）           | 宮城県牡鹿郡女川町                 | |
| 10/8  | 女川駅（おながわえき）           | 宮城県牡鹿郡女川町                 | 石巻線、仙石線、東北新幹線、東北本線、大船渡線                                                                            |
| 10/10 | 盛駅（さかりえき）               | 岩手県大船渡市                     | |
| 10/10 | 盛駅（さかりえき）               | 岩手県大船渡市                     | 山田線、岩泉線 |
| 10/11 | 岩泉駅（いわいずみえき）         | 岩手県下閉伊郡岩泉町               | |
| 10/11 | 岩泉駅（いわいずみえき）         | 岩手県下閉伊郡岩泉町               | 岩泉線（落石の為、代行バスでの移動）、山田線                                                                              |
| 10/12 | 宮古駅（みやこえき）             | 岩手県宮古市                       | |
| 10/12 | 宮古駅（みやこえき）             | 岩手県宮古市                       | 八戸線、東北本線、大湊線                                                                                                  |
| 10/13 | 大湊駅（おおみなとえき）         | 青森県むつ市                       | |
| 10/13 | 大湊駅（おおみなとえき）         | 青森県むつ市                       | 大湊線、東北本線、奥羽本線                                                                                                |
| 10/14 | 大館駅（おおだてえき）           | 秋田県大館市                       | |
| 10/14 | 大館駅（おおだてえき）           | 秋田県大館市                       | 花輪線 |
| 10/15 | 好摩駅（こうまえき）             | 岩手県盛岡市（岩手郡玉山村）       | |
| 10/15 | 好摩駅（こうまえき）             | 岩手県盛岡市（岩手郡玉山村）       | 田沢湖線（秋田新幹線）、奥羽本線                                                                                          |
| 10/17 | 院内駅（いんないえき）           | 秋田県湯沢市                       | |
| 10/17 | 院内駅（いんないえき）           | 秋田県湯沢市                       | 奥羽本線、陸羽西線、羽越本線、男鹿線                                                                                      |
| 10/18 | 男鹿駅（おがえき）               | 秋田県男鹿市                       | |
| 10/18 | 男鹿駅（おがえき）               | 秋田県男鹿市                       | 男鹿線、奥羽本線、五能線                                                                                                  |
| 10/19 | 艫作駅（へなしえき）             | 青森県西津軽郡深浦町               | |
| 10/19 | 艫作駅（へなしえき）             | 青森県西津軽郡深浦町               | 五能線 |
| 10/20 | 木造駅（きづくりえき）           | 青森県つがる市                     | |
| 10/20 | 木造駅（きづくりえき）           | 青森県つがる市                     | 五能線、奥羽本線、津軽線                                                                                                  |
| 10/21 | 三厩駅（みんまやえき）           | 青森県東津軽郡外ヶ浜町             | |
| 10/21 | 三厩駅（みんまやえき）           | 青森県東津軽郡外ヶ浜町             | 津軽線、海峡線、江差線、函館本線                                                                                          |
| 10/22 | 函館駅（はこだてえき）           | 北海道函館市                       | |
| 10/22 | 函館駅（はこだてえき）           | 北海道函館市                       | 函館本線 |
| 10/24 | 長万部駅（おしゃまんべえき）     | 北海道山越郡長万部町               | |
| 10/24 | 長万部駅（おしゃまんべえき）     | 北海道山越郡長万部町               | 室蘭本線、千歳線 |
| 10/25 | 苫小牧駅（とまこまいえき）       | 北海道苫小牧市                     | |
| 10/25 | 苫小牧駅（とまこまいえき）       | 北海道苫小牧市                     | 日高本線 |
| 10/26 | 清畠駅（きよはたえき）           | 北海道沙流郡日高町（沙流郡門別町） | |
| 10/26 | 清畠駅（きよはたえき）           | 北海道沙流郡日高町（沙流郡門別町） | 日高本線 |
| 10/27 | 様似駅（さまにえき）             | 北海道様似郡様似町                 | |
| 10/27 | 様似駅（さまにえき）             | 北海道様似郡様似町                 | 日高本線、室蘭本線、千歳線、石勝線                                                                                        |
| 10/28 | 夕張駅（ゆうばりえき）           | 北海道夕張市                       | |
| 10/28 | 夕張駅（ゆうばりえき）           | 北海道夕張市                       | 石勝線、室蘭本線、函館本線、札沼線                                                                                        |
| 10/29 | 新十津川駅（しんとつかわえき）   | 北海道樺戸郡新十津川町             | |
| 10/29 | 新十津川駅（しんとつかわえき）   | 北海道樺戸郡新十津川町             | 函館本線、留萌本線 |
| 10/31 | 増毛駅（ましけえき）             | 北海道増毛郡増毛町                 | |
| 10/31 | 増毛駅（ましけえき）             | 北海道増毛郡増毛町                 | 留萌本線、函館本線、根室本線、富良野線                                                                                    |
| 11/1  | 美瑛駅（びえいえき）             | 北海道上川郡美瑛町                 | |
| 11/1  | 美瑛駅（びえいえき）             | 北海道上川郡美瑛町                 | 富良野線、宗谷本線、石北本線                                                                                              |
| 11/2  | 池田駅（いけだえき）             | 北海道中川郡池田町                 | |
| 11/2  | 池田駅（いけだえき）             | 北海道中川郡池田町                 | 根室本線 |
| 11/3  | 根室駅（ねむろえき）             | 北海道根室市                       | |

## 備考
- 2005年4月6日の日本へそ公園駅からの中継は、前日に谷川駅から乗る予定だった加古川線が急遽運休となったため、タクシーで日本へそ公園駅へ向かった。そのため中継終了後タクシーで谷川駅まで戻り、改めて加古川線を乗りつくした。
- 2005年4月27日の横川駅からの中継は、生放送から録画に変わったため、8時ちょうどに本番を開始せず、オープニングで列車が出発するところを撮影できる時刻まで待った。
- 2005年10月20日の木造駅からの中継では番組の最後に駅舎上部にある“しゃこちゃん”の目から“いらっしゃいビーム”が点灯された（2006年現在、通常時“子供が怖がる”等の理由で点灯していない）。
- 2005年10月21日の三厩駅からの中継において本番前に当駅の“旅の思い出ノート”に書いた内容が拡大コピーされ、当面の期間、改札口左側に展示されていた。なお、この日の中継で、｢最長片道切符…｣から通算して100駅目[2]となった。
- 2005年11月1日の美瑛駅からの中継は、第3次小泉改造内閣に関するニュースによりBShiでの放送時間が急遽15分繰り下げとなったため、中継開始と同時に移動開始となった。そのため、関口がリポーターに「前日の移動のキーワード」を書いたパネルを渡しただけで出演しなかった。また、美瑛駅は「最長片道切符」と「乗りつくし」双方でその日の移動の終点となった唯一の駅である[3]。
- 2005年11月3日の根室駅からの中継は、関口が8:12根室着の列車で到着するのに合わせるため、BShiでは通常より25分繰り下げ8:10から放送開始となった。
- 越美北線では平成16年7月福井豪雨による区間不通で代行バスに乗車している。
- 2006年10月19日の「ニッポン旅×旅ショー」で、峠駅の力餅を紹介する際、関口が当番組で立ち寄ったときの写真が紹介され、父の関口宏がこの番組に言及する場面が見られた。
- 2010年1月15日の「BS20周年ベストセレクション」で、枕崎駅、女川駅、木造駅の中継が再放送され、関口本人を招いてこの旅の思い出を語った。2010年2月10日深夜と2月27日に再放送された。
- 2011年1月24日の「人生が変わる1分間の深イイ話」で島田紳助が、自宅では（他のタレントの活躍を見ると淋しくなるので）BSしか見ず、当番組を7割方見たと発言。番組の写真が使われた。

## 番組関連本
- 別冊宝島　列島縦断 鉄道乗りつくしの旅 JR20000km全線走破 春編 - ISBN 4796647708
- 別冊宝島『JR20000km全線走破 全記録パーフェクトBOOK』 - ISBN 4796651675
- 「関口知宏「列島縦断」シリーズ 3巻セット」 - ISBN 4198690022

## DVD
- 列島縦断　鉄道乗りつくしの旅〜JR20000km全線走破〜春編
  - セット

  1. 九州・中国編（枕崎～境港）BVB431060
  2. 中国・四国・近畿・東海編（境港～伊勢奥津）BVB431061
  3. 東海・北陸・関東・東北編（伊勢奥津～九頭竜湖）BVB431062
- 列島縦断 鉄道乗りつくしの旅〜JR20000km全線走破〜秋編
  - セット

  1. 北陸･甲信越･東北編（九頭竜湖～女川）
  2. 東北編（女川～三厩）
  3. 北海道編（三厩～根室）
- 列島縦断鉄道乗りつくしの旅　珠玉の風景